# Follansbee
Follansbee est une ville américaine située dans le comté de Brooke en Virginie-Occidentale.
Selon le recensement de 2010, Follansbee compte 2 986 habitants. La municipalité s'étend sur 2,09 milles carrés (5,41 km2), dont 1,84 milles carrés (4,77 km2) de terres.
La ville doit son nom aux frères Follansbee, qui y possédaient une aciérie.